# Herculano Nabian
Bucancil Nabian est un nom portugais ; le premier nom de famille (d'usage facultatif) est Bucancil et le second est Nabian.
Herculano Bucancil Nabian, né le 25 janvier 2004 à Bissau, est un footballeur portugais qui joue au poste d'avant-centre.

## Biographie

### Carrière en club
Né à Bissau en Guinée-Bissau, Herculano Nabian est formé par le Vitória Guimarães au Portugal, après un passage par le Belenenses,. Il commence sa carrière professionnelle en championnat du Portugal, jouant son premier match avec l'équipe première du club de Guimarães le 26 juillet 2021.
Le 6 août 2022, Nabian est prêté au club italien d'Empoli pour une saison, avec une option d'achat.

### Carrière en sélection
En juin 2023, Herculano Nabian est convoqué avec l'équipe du Portugal des moins de 19 ans pour participer au Championnat d'Europe des moins de 19 ans qui a lieu en juillet à Malte. Le Portugal atteint la finale de la compétition après sa victoire face à la Norvège (5-0),,.

## Palmarès
Portugal -19 ans
- Championnat d'Europe
  - Finaliste en 2023